# Amathillopsis takahashiae
Amathillopsis takahashiae is een vlokreeftensoort uit de familie van de Amathillopsidae. De wetenschappelijke naam van de soort is voor het eerst geldig gepubliceerd in 2006 door Tomikawa & Mawatari.